# Michał Ślebarski
Michał Stefan Laurenty Ślebarski (1790–1856) – proboszcz parafii oświęcimskiej, kanonik.

## Życiorys
Urodził się 3 sierpnia 1790 r. w Harklowej koło Nowego Targu. Był synem Jakuba (1742 – 1822), wójta Harklowej i Agnieszki (1763 – 1798) z domu Jaworskiej. Od 1815 r. był kapłanem w parafii oświęcimskiej. W 1825 r. został proboszczem tej parafii.
Ks. Michał Ślebarski był fundatorem ołtarza głównego w kościele parafialnym w Oświęcimiu, jak również kościoła filialnego wraz z wyposażeniem (ołtarze, ambona, ławki, organy, szaty liturgiczne) we Włosienicy.
W 1830 r. zapoczątkował zapis dziejów Oświęcimia i parafii jako Liber Memorabilium Ecclesiae Parochialis Oswiencimensis. Ta księga, kontynuowana przez jego następców, jest źródłem dla historyków. 
Na Rynku w Oświęcimiu zbudował Kamienicę Ślebarskich (gdzie obecnie mieści się siedziba sądu).
Zmarł 20 stycznia 1856 r. Spoczywa w kaplicy na Cmentarzu Parafialnym w Oświęcimiu.